# Кенгер-Менеуз
Кенгер-Менеуз (баш. Ҡыңғыр-Мәнәүез) — село в Бижбулякском районе Республики Башкортостан, административный центр Кенгер-Менеузовского сельсовета. Согласно переписи 2020 года, население составляло 1261 человек.

## Географическое положение
Расположено в восточной части района в 10 км от села Бижбуляк и в 50 км от железнодорожной станции Приютово.
Село находится на юго-западе Башкортостана, в южной части Бугульминско-Белебеевской возвышенности, на границе с Оренбургской областью. Расположено в живописной местности на берегу реки Кенгер, что впадает в реку Менеуз, на юго-западе расположены 2 пруда, на севере протекает речка Басу, c севера село окаймляют пологие холмы.
Рельеф окрестностей села слабо всхолмленный, холмисто-увалистый, к югу равнинный.

## История
В «Списке населенных мест по сведениям 1870 года», изданном в 1877 году, населённый пункт упомянут как деревня Кыныр-Менеузова (Курган) 1-го стана Белебеевского уезда Уфимской губернии. Располагалась при речках Лунг-илге и Кыныре, влево от реки Демы, в 45 верстах от уездного города Белебея и в 8 верстах от становой квартиры в деревне Менеуз-Тамак. В деревне, в 115 дворах жили 803 человека (413 мужчин и 390 женщин, тептяри, татары), были мечеть, училище, 2 водяные и 5 мутовочных мельниц. Жители занимались пчеловодством и приготовлением овчин.

## Население
| 2002 | 2009  | 2010  |
| ---- | ----- | ----- |
| 1344 | ↗1348 | ↘1323 |

Жители преимущественно татары (89 %).

## Транспорт
Через село проходит автомобильная дорога, связывающая со Стерлитамаком и Туймазами.

## Социальная сфера
В селе действует сельский дом культуры, дом престарелых, детский приют, средняя школа на 420 мест, фельдшерско-акушерский пункт.

## Религия
В селе есть мечеть.

## Люди, связанные с селом
- Марс Сафиуллин (12 марта 1952, Кенгер-Менеуз — 16 сентября 2019 Уфа) — артист Башкирской филармонии, народный артист БАССР.